# 5592 Oshima
5592 Oshima eller 1990 VB4 är en asteroid i huvudbältet som upptäcktes den 14 november 1990 av de båda japanska astronomerna Takeshi Urata och Kenzo Suzuki i Toyota. Den är uppkallad efter den japanske astronomen Yoshiaki Oshima.
Asteroiden har en diameter på ungefär 22 kilometer och den tillhör asteroidgruppen Veritas.